# Helina transvaalensis
Helina transvaalensis är en tvåvingeart som beskrevs av Zielke 1970. Helina transvaalensis ingår i släktet Helina och familjen husflugor. Inga underarter finns listade i Catalogue of Life.